# Антоний Апамейский
Анто́ний (др.-греч. Ἀντώνιος; IV век) — святой мученик, каменотёс из Апамеи.
Антоний был родом из Апамеи, что в Сирии. Проживая в Апамее, что на реке Оронт, он работал каменотёсом. Антоний уговаривал язычников, которые поклонялись своим идолам и приносили им жертвы, не делать этого. Когда они не послушали его, он ушёл в одно пустынное место. Там он встретил отшельника, по имени Феотим, и с ним прожил два года. Укреплённый молитвами Феотима, Антоний снова отправился к народу, он разрушил идолов и навлёк на себя гнев язычников, которые избили его.
Местный епископ попросил его построить церковь в честь Пресвятой Троицы. Святой Антоний приступил к работе, но подвергся нападению со стороны язычников, которые ночью схватили Антония и мечами рассекли его тело на части. Тело святого было расчленено и погребено в пещере в Апамее. В Сирии Антоний почитался уже после смерти; уже в начале VI века существовал храм, построенный в его честь. Согласно Феодориту Кирскому, церковный праздник, установленный в честь Антония заменил в Апамее языческое празднество, которое раньше отмечалось в это время. Базилика, воздвигнутая над телом, была уничтожена при персидском шаханшахе Хосрове II.
Святого Антония также именуют Антонином.
Мученику Антонию написан акафист.